# ريبك صالح
ريبك صالح (بالفارسية: ریپک صالح) هي قرية تقع في قسم نغور الريفي (مقاطعة تشابهار) في إيران. يقدر عدد سكانها بـ 497 نسمة بحسب إحصاء 2016.